# Соединённые провинции Валахии и Молдавии

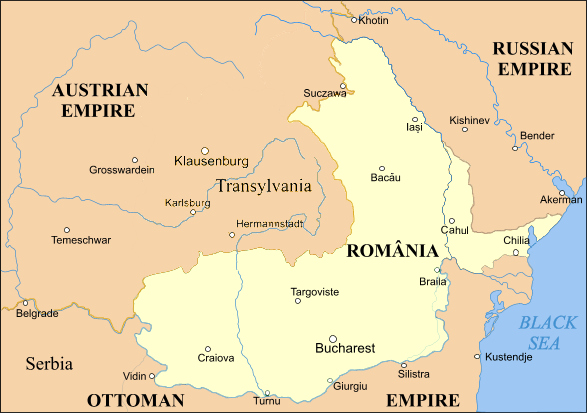
Объединённое княжество Валахии и Молдавии (светло-жёлтый) и Трансильвания (оранжевый) с 1859 по 1877 год

Соединённые прови́нции Вала́хии и Молда́вии — проект государственного союза княжеств Валахии и Молдовы, разработанный после Крымской войны (1853—1856) правительствами Франции и Великобритании. Проект предполагал частичное объединение Дунайских княжеств и создание их союза в составе Османской империи.
Планировалось основать единые органы управления княжествами, разработать для них единую торговую систему и т. д. Реализация проекта началась в 1858 году, но так и не завершилась из-за резкого изменения политической ситуации в регионе в 1859 году. Воспользовавшись сближением Дунайских княжеств, местные бояре и интеллигенция приступили к их полному объединению и созданию единой Румынии.